# Pueblo Nuevo Solistahuacán
Pueblo Nuevo Solistahuacán è un comune nello stato del Chiapas, Messico. Conta 10.043 abitanti secondo le stime del censimento del 2010 e le sue coordinate sono 17°09'N 92°53'W.